# 沃尔姆斯主教座堂

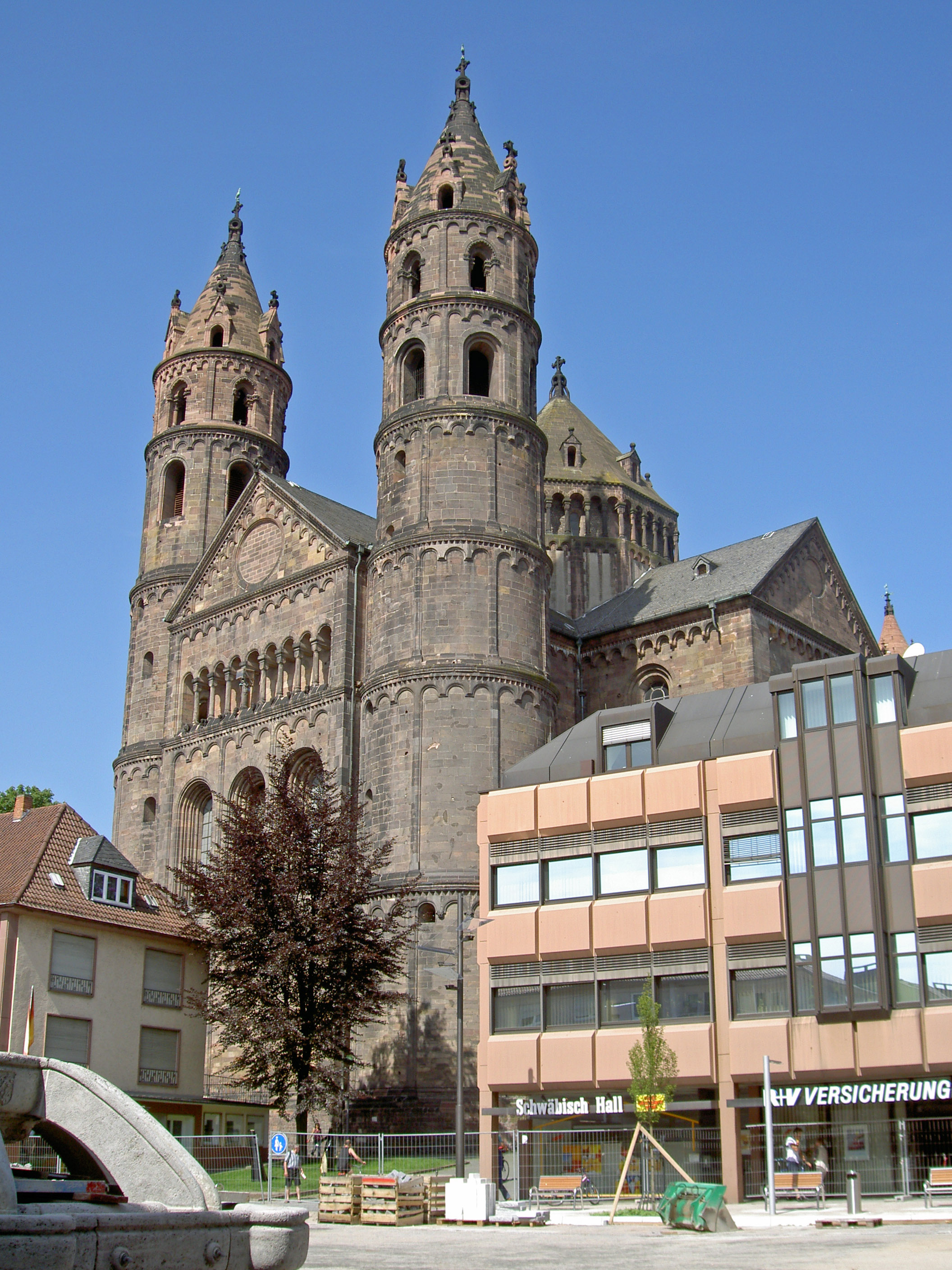
沃尔姆斯主教座堂东面部分

沃尔姆斯主教座堂（德語：Wormser Dom）位于德国莱茵兰-普法尔茨州沃尔姆斯的天主教主教座堂，是一座12世纪的罗马式建筑，建于1171年至1234年间，是一座砂石建筑，平面上呈多边形。是莱茵河流域著名的古迹。